# Округ Морган (Јута)
Морган (енгл. Morgan County) је округ у америчкој савезној држави Јута. По попису из 2010. године број становника је 9.469.

## Демографија
Према попису становништва из 2010. у округу је живело 9.469 становника, што је 2.340 (32,8%) становника више него 2000. године.
| Група             | 2000.         | 2010.         |
| Белци             | 6.937 (97,3%) | 9.098 (96,1%) |
| Афроамериканци    | 3 (0,0%)      | 16 (0,2%)     |
| Азијати           | 11 (0,2%)     | 34 (0,4%)     |
| Хиспаноамериканци | 103 (1,4%)    | 226 (2,4%)    |
| Укупно            | 7.129         | 9.469         |